# Tornike Okriaszwili
Tornike Okriaszwili, gruz. თორნიკე ოქრიაშვილი (ur. 12 lutego 1992 w Rustawi) – gruziński piłkarz, grający na pozycji pomocnika.

## Kariera piłkarska

### Kariera klubowa
Wychowanek Olimpi Rustawi. W 2009 rozpoczął karierę piłkarską w FC Gagra. W końcu czerwca został wypożyczony do końca roku do ukraińskiego Szachtara Donieck, który 1 mln euro wykupił transfer piłkarza. Na początku 2011 został wypożyczony do Illicziwca Mariupol. We wrześniu 2013 opuścił mariupolski klub. 27 stycznia 2014 został ponownie wypożyczony, tym razem do Czornomorca Odessa. 28 lipca 2014 podpisał 3-letni kontrakt z KRC Genk. 12 stycznia 2016 został wypożyczony do tureckiego Eskişehirsporu. Latem 2016 przeszedł do FK Krasnodar. W latach 2019–2021 grał w Anorthosisie Famagusta, a latem 2021 został piłkarzem APOEL FC.

### Kariera reprezentacyjna
W 2009 zadebiutował w juniorskiej i młodzieżowej reprezentacji Gruzji. 17 listopada 2010 młody talent w wieku 19 lat zadebiutował w pierwszej reprezentacji Gruzji.